# シセ＝サン＝トーバン
シセ＝サン＝トーバン（仏: Cisai-Saint-Aubin）は、フランスのノルマンディー地域圏、オルヌ県に属するコミューン。

## 地理
県都アランソンから北に40kmほどいった、県北部の田園地帯に位置する散村。県道932号線が北西から南東に通るほか、西では高速道路28号線が南北に走り、インターチェンジも設けられている。トゥック川が南を流れる。北東でラ・トリニテ＝デ＝レティエと、南東でエショフールと、南でオルジェールと、西でクルメと、北東でガセとそれぞれ接する。

## 行政
- 首長 - クサヴィエ・キャプレ（Xavier Caplet、1995年から、無所属、救急車の運転士）

議会は首長も含めて11人で構成される。

## 人口の推移[1]
| 1962年 | 1968年 | 1975年 | 1982年 | 1990年 | 1999年 | 2007年 |
| ------ | ------ | ------ | ------ | ------ | ------ | ------ |
| 234    | 230    | 185    | 184    | 175    | 175    | 190    |